# Klasa karbonata
Klasa karbonata сe može smatrati mineralima nastalim uglavnom na srednjim i niskim temperaturama.
Prema klasičnom shvatanju smatraju se solima ugljene kiseline. Međutim, novija shvatanja pod karbonatima podrazumevaju sve minerale koji u svom sastavu sadrže karbonatni jon, (CO3)2-, kao osnovnu strukturnu jedinicu (Hurlbut & Cornelis, 1985). U svom sastavu mogu da sadrže vodu i druge dopunske anjone kao što su F, Cl ili (OH) grupu, što ih čini veoma zastupljenim mineralima u prirodi.

##### Na osnovu hemijskog sastava i sadržaja karbonati su svrstani u četiri podklase:
1. Bezvodni karbonati
2. Bezvodni karbonati sa dopunskim anjonima
3. Karbonati sa sadržajem vode bez dopunskih anjona
4. Karbonati sa sadržajem vode i dopunskim anjonima

Jedan deo karbonata ima veliku ulogu u procesima tokom cele istorije Zemlje, a drugi deo karbonata vezan je za hemijske reakcije kore raspadanja.
Većina karbonata su romboedarske ili rombične simetrije pa se izdvajaju dve podgrupe karbonata:
| Romboedarski       | Rombični           |
| ------------------ | ------------------ |
| Kalcit CaCO3       | Aragonit CaCO3     |
| Magnezit MgCO3     | Stroncijanit SrCO3 |
| Dolomit CaMg(CO3)2 | Ceruzit PbCO3      |
| Siderit FeCO3      | Viterit BaCO3      |
| Rodohrozit MnCO3   |                    |

Kod Podgrupe kalcita svaki katjon Ca je okružen sa po 6 anjona kiseonika dok kod podgrupe aragonita svaki katjon Ca je okružen sa po 9 anjona kiseonika. Joni kod podgrupe kalcita pakovani su po sistemu najgušćeg teseralnog pakovanja a kod aragonita po sistemu najgušćeg heksagonalnog pakovanja ( Effen Bergerbet 1981).
Karbonati nastaju kristalizacijom kako iz toplih tako i iz hladnih rastvora, egzogeno, prilikom raspadanja mnogih minerala ili hidrotermalno.
Karbonati su važna grupa minerala u proučavanju zemljišta i imaju poseban značaj u morfologiji klasifikaciji i td. Karbonati su karakteristični pokazatelji za pojedine horizonte nekih tipova zemljišta. Prisustvo taloga karbonata ili takozvanih pseudomicelija i konkrecija (lesne lutke) ukazuju na procese ispiranja zemljišta.
Kisela zemljišta popravljaju se unošenjem karbonatnih minerala (kalcijum karbonata) tako da se karbonati koriste kao meliorativno sredstvo u poboljšanju njegove plodnosti.